# Dvůr Semtín
Dvůr Semtín (Duits: Hof Semtin) is een Tsjechische plaats in de gemeente Olbramovice, regio Midden-Bohemen, en maakt deel uit van het district Benešov. Het dorp ligt op 2 kilometer afstand van Olbramovice.
Dvůr Semtín telt 2 inwoners (2021).

## Geschiedenis
De eerste schriftelijke vermelding van het dorp dateert van 1383.
Sinds 1945 is Dvůr Semtín volledig ondergebracht bij het district Benešov.

## Voorzieningen
In Dvůr Semtín zijn een manege, restaurant en resort gevestigd. Ook ligt er een golfbaan naast het dorp.

## Verkeer en vervoer

### Autowegen
Er leidt een regionale weg naar het dorp.

### Spoorlijnen
Er is geen station in Dvůr Semtín. Het dichtstbijzijnde station is in Olbramovice, op zo'n 3,5 kilometer afstand. Dat station ligt aan spoorlijn 220 van Praag naar Tábor en České Budějovice, en spoorlijn 223 naar Sedlčany.
Spoorlijn 220 is dubbelsporig en maakt deel uit van het Europese spoorsysteem. Tussen 2010 en 2013 werd de lijn grondig gemoderniseerd, waarbij sommige gedeelten verplaatst werden, om zo een minder bochtig tracé te creëren. Eind 2015/begin 2016 werd het oude tracé omgebouwd tot fietspad, om Votice, Olbramovice en Bystřice te verbinden.

### Buslijnen
Er is één bushalte vlak bij Dvůr Semtín:
| Halte                          | Lijn(en) | Traject(en)       | Vervoerder(s) |
| ------------------------------ | -------- | ----------------- | ------------- |
| Olbramovice, rozchod Tomice II | 558      | Bystřice - Votice | CŠAD Benešov  |

## Galerij

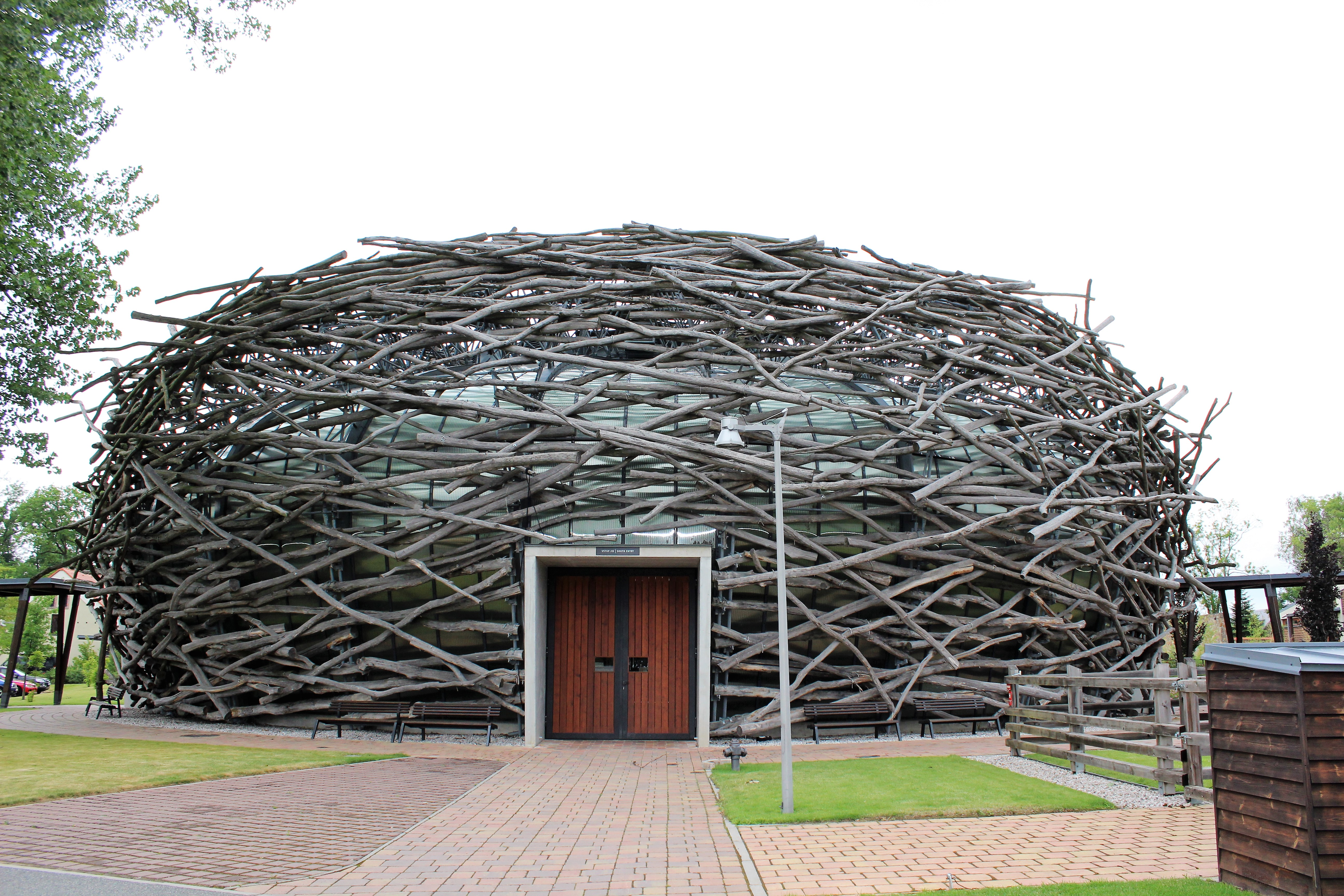
Bijgebouw van de manege (2017)
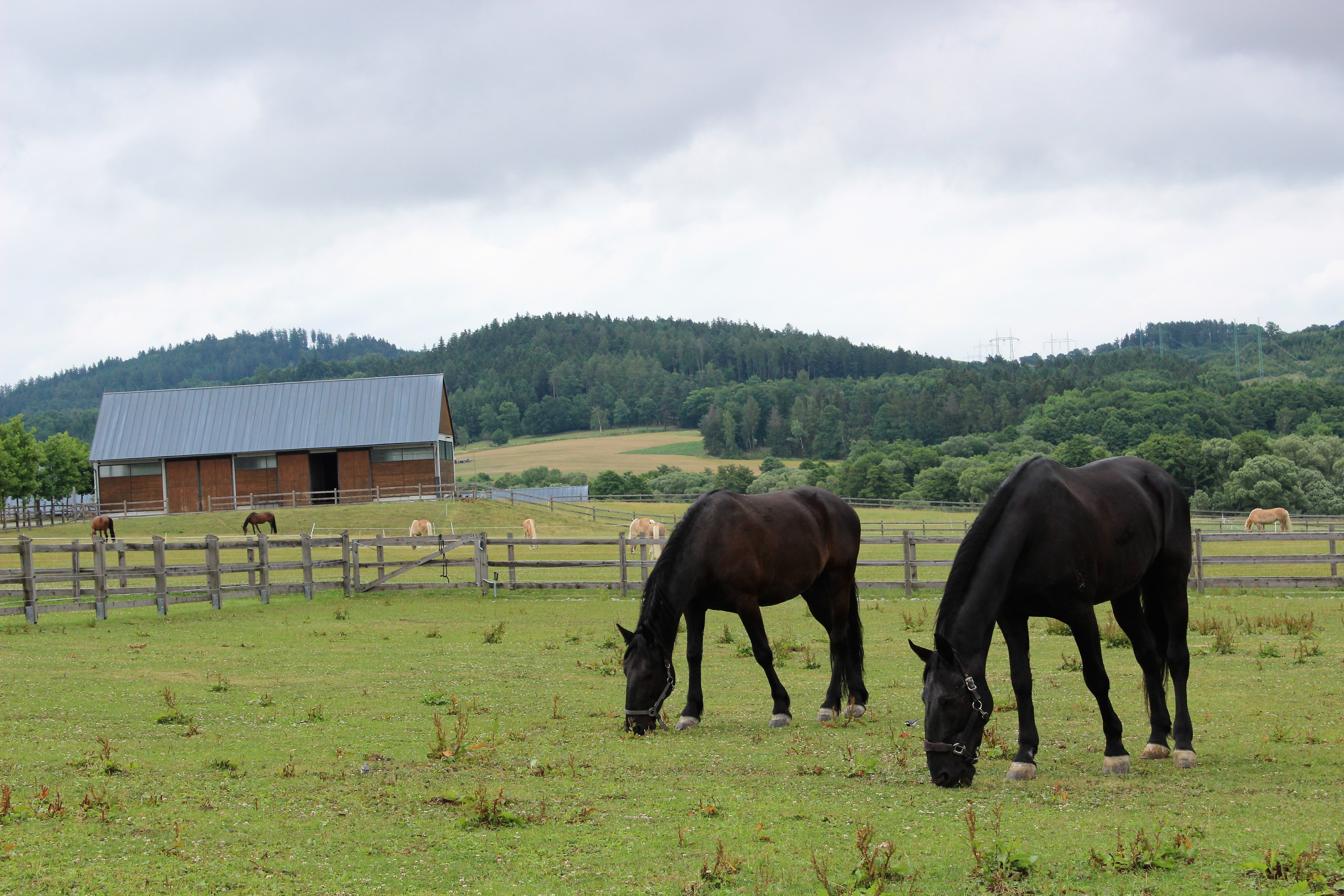
Paarden op de manege (2017)